# Trzechel
Trzechel – wieś sołecka północno-zachodniej Polsce, położona w województwie zachodniopomorskim, w powiecie goleniowskim, w gminie Nowogard. Przy wschodniej części wsi płynie Trzechelska Struga. We wsi znajduje się zabytkowy kościół św. Katarzyny z 1872 roku. 
W latach 1946–1998 miejscowość administracyjnie należała do województwa szczecińskiego.